# Dawid Kaładze
Dawid Kaładze (ros. Давид Каладзе; ur. 24 maja 1985) – rosyjski zapaśnik startujący w stylu klasycznym. Wojskowy mistrz świata w 2006 roku.